# Chaetodon hoefleri
Chaetodon hoefleri är en fiskart som beskrevs av Steindachner, 1881. Chaetodon hoefleri ingår i släktet Chaetodon och familjen Chaetodontidae. IUCN kategoriserar arten globalt som livskraftig. Inga underarter finns listade i Catalogue of Life.